# شهرستان سالیان
سالیان نام بخشی است در شرق جمهوری آذربایجان و در ساحل غربی دریای کاسپین با مرکزی به همین نام که بر کرانهٔ رود کورا واقع گشته است. این بخش از مناطق نفت خیز جمهوری آذربایجان به شمار می‌آید. این بخش جمعیتی بالغ بر ۱۲۰٬۰۰۰ دارد. مردم این شهرستان به زبان ترکی آذربایجانی با لهجه سالیانی تکلم می‌کنند.. که یکی از لهجه‌های شرقی زبان ترکی آذربایجانی به حساب می‌آید.شهرستان سالیان جزئی از منطقه مغان است.